# Isaías Samakuva

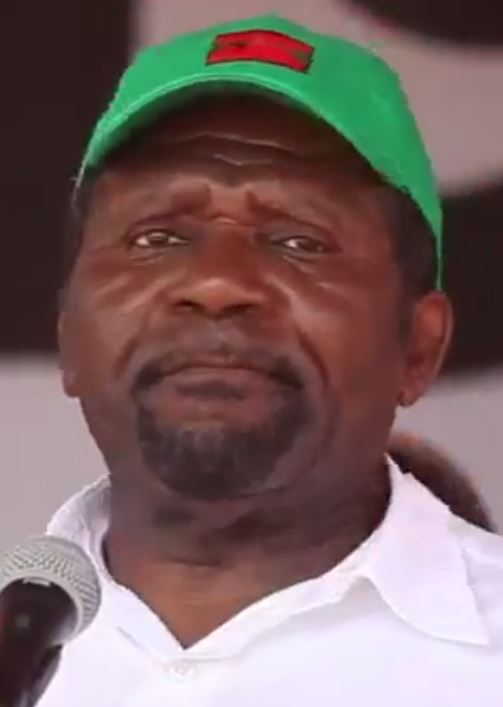
Isaías Samakuva

Isaías Henrique Ngola Samakuva (* 8. Juli 1946 in Kunje, Bié) ist ein angolanischer Politiker und der aktuelle Präsident der UNITA, der größten Oppositionspartei in Angola.

## Leben
Isaías Samakuva wurde von Missionaren in seiner Heimat erzogen. Er schloss sich 1974, mit 28 Jahren, der UNITA an. Nach dem 27-jährigen Bürgerkrieg übernahm er das Amt als UNITA-Chef aber erst im Jahr 2003, nachdem er auf dem 9. Kongress seiner Partei gewählt worden war. Im Jahr 2007 wurde er bei einem weiteren UNITA-Kongress für eine zweite Amtszeit bestätigt.
Zuvor war Samakuva von 1989 bis 1994 und erneut von 1998 bis 2002 UNITA-Botschafter in Europa. Nachdem UNITA-Führer Jonas Savimbi und sein designierter Nachfolger António Dembo an den Verletzungen, die sie sich bei einem Feuergefechtes mit angolanischen Regierungstruppen im Februar 2002 zugezogen hatten, verstarben, wurde Samakuva Chef der UNITA-Führung und verwandelte diese zwischenzeitlich in eine friedliche Oppositionspartei in Angola um.
Samakuva war Spitzenkandidat auf der Liste der UNITA bei den Parlamentswahlen im September 2008. Obwohl die UNITA bei den Parlamentswahlen schlecht abschnitt (sie gewann nur 16 von 220 möglichen Sitzen), errang er einen Sitz in der Nationalversammlung. Zunächst erhob die Partei öffentlich Einwände wegen schwerwiegenden Problemen während des Wahlprozesses; Samakuva gab jedoch im September 2008 bekannt, dass die UNITA das Wahlergebnis akzeptiert. Der Ständige Ausschuss der UNITA traf sich anschließend, um den Ausgang der Wahl zu erörtern und die Führerschaft von Isaías Samakuva zu bestätigen. Dies geschah am 19. September 2008. In der Erklärung hieß es weiter, dass die UNITA für ihr schlechtes Abschneiden vor allem die Einschüchterung von Wählern durch die MPLA sowie deren mediale Übermacht verantwortlich mache.
Als heute oberster Führer der Unita wurde Samakuva mit dem Auftrag gewählt, seine Partei zu modernisieren, für kommende Wahlen zur Nationalversammlung sowie dem Präsidentenamt für die Bevölkerung Angolas wählbare Alternative zu sein.